# Guillermo Escalada
Guillermo Escalada Piriz (Montevideo, 24 de abril de 1936 - Montevideo, 21 de junio de 2023) fue un futbolista uruguayo que jugaba como extremo izquierdo. Conocido como el «Chongo» Escalada, defendió gran parte de su carrera al Club Nacional de Football como también a la Selección de Uruguay.
Con Nacional disputó un total de 289 partidos y convirtió 116 goles por poseer un violento remate. Escalada fue campeón del Campeonato Uruguayo con la camiseta alba en los años 1955, 1956 y 1957. Además, con la selección uruguaya ganó dos veces la Copa América: la primera en Montevideo en 1956 y la restante en Ecuador tres años después.
A nivel de juveniles consiguió el primer título del Sudamericano juvenil con Uruguay en Venezuela 1954 y en mayores fue parte del plantel celeste del Mundial de Chile de 1962.
También jugó en Gimnasia y Esgrima de La Plata, Montevideo Wanderers y Defensor Sporting.

## Selección nacional
Fue internacional con la Selección de Uruguay en 30 oportunidades, marcando 11 goles. Participó en la Copa del Mundo realizada en 1962 en Chile.

### Participaciones en Copas del Mundo
| Mundial           | Sede  | Resultado    | Partidos | Goles |
| ----------------- | ----- | ------------ | -------- | ----- |
| Copa Mundial 1962 | Chile | Primera fase | 0        | 0     |

### Participaciones en Copa América
| Copa                 | Sede      | Resultado | Partidos | Goles |
| -------------------- | --------- | --------- | -------- | ----- |
| Copa América 1955    | Chile     | 4° puesto | 1        | 0     |
| Copa América 1956    | Uruguay   | Campeón   | 3        | 3     |
| Copa América 1959-I  | Argentina | 6° puesto | 5        | 2     |
| Copa América 1959-II | Ecuador   | Campeón   | 4        | 2     |

## Clubes
| Club                        | País      | Año       |
| --------------------------- | --------- | --------- |
| Nacional                    | Uruguay   | 1951-1963 |
| Gimnasia y Esgrima La Plata | Argentina | 1964-1965 |
| Montevideo Wanderers        | Uruguay   | 1966      |

## Palmarés

### Campeonatos nacionales
| Título              | Club     | País    | Año  |
| ------------------- | -------- | ------- | ---- |
| Campeonato Uruguayo | Nacional | Uruguay | 1955 |
| Campeonato Uruguayo | Nacional | Uruguay | 1956 |
| Campeonato Uruguayo | Nacional | Uruguay | 1957 |

### Campeonatos internacionales
| Título               | Equipo               | Sede      | Año     |
| -------------------- | -------------------- | --------- | ------- |
| Sudamericano Juvenil | Uruguay sub-20       | Venezuela | 1954    |
| Copa América         | Selección de Uruguay | Uruguay   | 1956    |
| Copa América         | Selección de Uruguay | Ecuador   | 1959-II |